# Adolf Schulten
Adolf Schulten (Elberfeld, 27 de mayo de 1870-Erlangen, 19 de marzo de 1960) fue un arqueólogo, historiador y filólogo alemán, célebre por su dedicación a España y sus investigaciones sobre Tartessos. 

## Vida y obra
Hijo de Wilhelm Schulten, consejero administrativo de Federico Bayer y Cía, y Amanda Klarenbach, estudió en las universidades de Gotinga, Bonn y Berlín, donde fue alumno de Ulrich von Wilamowitz-Möllendorff y de Theodor Mommsen, doctorándose a los veintidós años (1892). Profesor de Historia Antigua en Gotinga desde 1896, en 1907 pasa a la Universidad de Erlangen como profesor extraordinario de la misma disciplina, siendo nombrado catedrático de la misma en 1909.
A los veinticuatro años, una beca del Instituto Arqueológico del Imperio Alemán le permitió conocer Italia, Grecia y África del Norte (1894-95). En 1899 viaja por primera vez a España, a la que regresa en 1902, interesado por las ruinas de Numancia. Entre 1905 y 1914 llevó a cabo varias campañas arqueológicas en esta ciudad celtíbera y los campamentos romanos de sus alrededores, apoyado, entre otros, por el káiser Guillermo II. Fruto de su labor de campo y biblioteca fue la aparición de cuatro volúmenes de Numantia. Die Ergebnisse der Ausgrabungen 1905-1912 (Múnich, 1914-1927-1929-1931), una síntesis de los cuales, en español, fue su Historia de Numancia, Barcelona, 1945 (reedición: Pamplona, Urgoiti, 2004). Siempre le gustó presentarse como el identificador y descubridor del yacimiento, aunque no era cierto. 
La Primera Guerra Mundial interrumpió la actividad arqueológica de Schulten en España, pero no supuso el abandono de sus estudios y publicaciones sobre sus temas y, terminado el conflicto, volvió a España inmediatamente. Unos mecenas barceloneses y la ayuda del Instituto de Estudios Catalanes le permitieron hacer en 1919 un examen de la costa española mediterránea, preparatorio de la edición crítica de la Ora Maritima de Rufo Festo Avieno, que sería el primer volumen de sus Fontes Hispaniae Antiquae (Barcelona, 1922), estudio que le llevó al de Tartessos. Encontrar los vestigios de esta mítica ciudad acabó convirtiéndose en una verdadera obsesión para Schulten, algo que no logró pese a todos sus intentos, y hasta le acarreó serios conflictos diplomáticos. Se empeñó en excavaciones en el actual parque nacional de Doñana, cerca de la desembocadura del río Guadalquivir y halló un poblado romano en el Cerro del Trigo, que creyó era una población situada sobre los restos de la mítica ciudad. Resultado de estas investigaciones, entre otras, fueron la publicación de «Tartessos: contribución a la historia más antigua de Occidente» (Madrid, Revista de Occidente, 1924), con una segunda edición muy mejorada y ampliada en 1945 (Madrid, Espasa-Calpe), reeditada en Sevilla, 2006, o el artículo titulado «Los tirsenos en España», Ampurias 2, 1940, p. 33-54.
Entre otros trabajos de excavación por todo el país sacó a la luz las ruinas del campamento romano de Castra Cecilia, situado no lejos de la actual ciudad de Cáceres. También se dedicó a estudiar por primera vez a fondo las guerras cántabras (29 a. C.-19 a. C.) en su libro Los cántabros y ástures y su guerra con Roma (Madrid, 1943, reed. 1969 y 2000). Fue asimismo autor de la completa obra Iberische Landeskunde: Geographie des antiken Spanien, rápidamente traducida y publicada por el CSIC con el título Geografía y Etnología de la Península Ibérica (vols. I-II, Madrid, 1959-1963). Una larga síntesis en alemán anterior a esta obra, que había aparecido como artículo en 1912 en la enciclopedia germana RE Pauly-Wissowa, dio lugar asimismo en 1920 a una traducción española en forma de libro, Hispania (Geografía, Etnología, Historia), con un largo apéndice de Pedro Bosch Gimpera ("La Arqueología prerromana hispánica", p. 225-321), obra que recientemente ha sido reeditada (Sevilla, ed. Renacimiento, 2004). Mucho más populares y leídas en Portugal y España fueron sus dos biografías sobre Viriato (Oporto, 1927) y Quinto Sertorio (Leipzig, 1926 y Barcelona, 1949). 
Proyectó una obra ambiciosa y de importancia decisiva para los estudios de la Antigüedad española, los Fontes Hispaniae Antiquae (FHA), que, en varios volúmenes, debía recoger todos los textos antiguos y altomedievales referentes a Hispania. Entre 1922 y 1959, y siempre bajo los auspicios de la Universidad de Barcelona y eminentes prehistoriadores de la misma (P. Bosch Gimpera y Luis Pericot), se publicaron los volúmenes I-VI y VIII-IX (estos encargados a R. Grosse), de forma que Schulten murió sin verla terminada. En 1987 apareció, en otro formato y gracias al empeño de otro gran prehistoriador, Juan Maluquer de Motes, el vol. VII (por Virgilio Bejarano Sánchez, dedicado a los textos de Pomponio Mela, Plinio el Viejo y Ptolomeo), con lo que se concluía, en palabras de Maluquer (ibid., prólogo, pág. xii) el proyecto inicialmente previsto 65 años atrás.
Del mismo modo, Schulten había encargado en 1945, poco antes de su muerte, al prestigioso filólogo Antonio Tovar, la continuación de su magna Iberische Landeskunde, del que él solo había llegado a publicar los volúmenes dedicados a la descripción física y los recursos de la Península, pero debía completarse con sendos volúmenes dedicados a los pueblos y las ciudades de las tres provincias hispanas. Años después de su muerte, Tovar, trabajando por entonces en la Universidad de Illinois, cumplió su promesa, publicando en alemán, bajo el título Iberische Landeskunde. Zweiter Teil. Die Völker und die Städte des antiken Hispanien, los dedicados a la Bética y la Lusitania, ambos en Baden-Baden, 1974 y 1976. Trabajaba todavía en el tercer y más complejo volumen, el de la Tarraconense, cuando le sorprendió a su vez la muerte, en 1984. Sus papeletas fueron organizadas y completadas en la medida de lo posible por su viuda y varios expertos y discípulos suyos, y así el III y último volumen pudo finalmente ver la luz, en español, en 1989, completando el impresionante conjunto, obra de ambos estudiosos. 
La Real Academia de la Historia nombró a Adolf Schulten miembro correspondiente en 1905 y en 1907 el rey le concedió la "Encomienda de número" de la Orden de Alfonso XII. En 1940 recibió del jefe del Estado la Gran Cruz de la Orden de Alfonso X el Sabio y, de la Universidad de Barcelona, el doctorado honoris causa, al cumplir sus setenta años. Falleció con casi noventa.
Adolf Schulten, todas sus obras, sus puntos de vista y sus opiniones, tuvieron desde comienzos del siglo XX, y durante décadas, un enorme peso en la Historia Antigua y en la Arqueología españolas, y muchos autores siguen citándole con reverencia. No cabe duda de que, sin sus FHA, la historia antigua del siglo XX en España no hubiera despegado de la forma en la que lo hizo. Sin embargo, en los últimos tiempos, se observa entre algunos historiadores españoles el comienzo de un movimiento crítico hacia muchas de sus tesis.

## Algunas publicaciones
- Die römischen Grundherrschaften. Eine agrarhistorische Untersuchung. Felber, Weimar 1896.
- Die Keltiberer und ihre Kriege mit Rom. Bruckmann, Múnich 1914 (Numantia, 1).
- Eine neue Römerspur in Westfalen. In: Bonner Jahrbücher, Heft 124, 1917
- Tartessos. Ein Beitrag zur ältesten Geschichte des Westens. Friederichsen, Hamburg 1922. 2ª ed. revisada de Cram, de Gruyter & Co, Hamburg 1950 (también en castellano)
- Idyllen vom Lago Maggiore. Palm und Enke, Erlangen 1922. 3.ª ed. 1953.
- (ed.) Avieni Ora maritima (Periplus Massiliensis saec. VI. a. C.). Bosch, Barcelona 1922.
- Sertorius. Dieterich, Leipzig 1926.
- Die Lager des Scipio. Bruckmann, Múnich 1927 (Numantia, 3).
- Tartessos und Atlantis, 1927
- Die Lager bei Renieblas. Bruckmann, Múnich 1929 (Numantia, 4).
- Geschichte von Numantia. Piloty & Loehle, Múnich 1933.
- Masada, die Burg des Herodes und die römischen Lager. Hinrichs, Leipzig 1933.
- Atlantis, Aarau (Sauerländer) 1939
- Cincuenta y cinco años de investigación en España. Rosa, Reus 1953.
- Iberische Landeskunde. Geographie des antiken Spanien. 2 v. Heitz, Estrasburgo 1955–1957 (con traducción al castellano) v. 1 en la 2.ª ed. 1974.
- Los cántabros y astures y su guerra con Roma. Espasa-Calpe, Madrid 1962.
- Cartagena en la antigüedad. Áglaya, Cartagena 2004.
- Adolf Schulten. Epistolario y referencias historiográficas. Egartorre, Madrid 2008.

### Obra publicada en castellano
- Véanse las arriba citadas.
- Tartessos. Contribución a la historia más antigua de Occidente (reed.) Colección Huellas del pasado. Córdoba, ed. Almuzara, 2006. ISBN 84-88586-66-3